# Malijeva hiša, Radovljica
Malijeva hiša se nahaja v starem mestnem jedru Radovljice. Stavba je arhitekturno gotsko-renesančna z ohranjenimi prvotnimi elementi. Na fasadi ima na stebre oprt pomol nad vhodnimi vrati. Od 18. stoletja dalje je bila v Malijevi hiši strojarska delavnica, kjer so izdelovali irhovino, belo usnje in strojili krzno. Pred vhodnimi vrati lahko vidimo na stebre oprt pomol – klop pod njim je služila kot sramotilni steber, na katerega so mestni sodniki obsodili različne prestopnike.

## Sramotilna klop
Sramotilna klop je edini ohranjeni primerek sramotilne klopi na Slovenskem. Klop ni samostojen objekt, ampak je priključena na Malijevo (Bezulnekovo) hišo z nadstropnim pomolom na fasadi iz prve polovice 16. stoletja.
Hiša stoji v sredi roba trga nasproti graščine v starem mestnem jedru Radovljice. Sramotilna klop je bila sprva kamnita sedežna plošča, a so jo kasneje zamenjali z leseno. Po tradiciji je imela ta klop na pročelni strani hiše enako vlogo kakor sramotilni stebri. Na klopi stoječi prestopnik naj bi bil z verigo
privezan na železni, kasneje odstranjeni, obroč na notranji strani še danes vidne okenske odprtine in tako
izpostavljen javnemu sramotenju in posmehu. Po zakonu naj bi se kaznovalo predvsem manjše kraje, pijančevanje, prostitucijo in igre na srečo, za katere so obsojence za kazen za en dan priklenili na sramotilno klop. Za večkratno ponavljanje istih prekrškov se je kazen podaljšala na dva dneva. Običajno so jih na klop privezovali na nedeljo ali ob praznikih, da se je mimo njih sprehodilo čim več ljudi. Privezovanje h klopi je ostalo v veljavi vse do časov Razsvetljenstva, torej do konca 18. stoletja. Cene Avguštin omenja, da so bili v drugi polovici 20. stoletja še vidni ostanki tega svojevrstnega prangerja: odprtina v veži z nastavki za verige.
Polkrožni portal s prirezanim
robom nad klopjo je eden redkih še ohranjenih poznogotskih glavnih hišnih vhodov v mestu.